# 2882 Tedesco
2882 Tedesco è un asteroide della fascia principale. Scoperto nel 1981, presenta un'orbita caratterizzata da un semiasse maggiore pari a 3,1541466 UA e da un'eccentricità di 0,1927506, inclinata di 0,29211° rispetto all'eclittica.